# Hamza Belahouel
Hamza Belahouel (sinh ngày 8 tháng 6 năm 1993 ở Mostaganem) là một cầu thủ bóng đá người Algérie thi đấu cho USM Bel Abbès ở Giải bóng đá hạng nhất quốc gia Algérie.
Ngày 1 tháng 5 năm 2018, Belahouel ghi 2 bàn thắng trong chiến thắng 2-1 USM Bel-Abbès trước JS Kabylie ở Chung kết Cúp bóng đá Algérie 2018.

## Danh hiệu
USM Bel-Abbès
- Cúp bóng đá Algérie (1): 2018